# Trixoscelis frontalis
Trixoscelis frontalis – gatunek muchówki z rodziny Trixoscelididae.
Gatunek ten opisany został w 1823 roku przez Carla Fredrika Falléna jako Anthomyza frontalis.
Muchówka o ciele długości od 2,5 do 3 mm. Głowa jej ma niskie policzki, wyposażona jest w wewnętrzne szczecinki ciemieniowe i skrzyżowane szczecinki zaciemieniowe. Czułki mają długo owłosione aristy. Tułów jest ubarwiony szaro i pozbawiony ciemnych pasów podłużnych na śródpleczu. Skrzydła są całkowicie przezroczyste ze wszystkimi żyłkami żółtymi. Długość i szerokość skrzydeł są większe niż u T. canescens. Przednia para odnóży u samca cechuje się całkowicie żółtym pierwszym członem stóp.
Owad znany z Portugalii, Hiszpanii, Andory, Irlandii, Francji, Holandii, Niemiec, Danii, Szwecji, Norwegii, Finlandii, Szwajcarii, Austrii, Włoch, Polski, Łotwy, Czech, Słowacji, Węgier, Ukrainy, Rumunii, Bułgarii, Chorwacji, Turcji i Krymu.